# Sinumelon gillensis
Sinumelon gillensis är en snäckart som beskrevs av Alan Solem 1993. Sinumelon gillensis ingår i släktet Sinumelon och familjen Camaenidae. Inga underarter finns listade i Catalogue of Life.